# شاهزاده صد روزه من
شاهزاده صد روزه من (انگلیسی: 100 Days My Prince) یا شوهر صد روزه (کره‌ای: 백일의 낭군님; لاتین‌نویسی اصلاح‌شده: Baegirui Nanggunnim) یک مجموعهٔ تلویزیونی کره جنوبی در سال ۲۰۱۸، با بازی دو کیونگ-سو و نام جی-هیون است. این مجموعه از ۱۰ سپتامبر تا ۳۰ اکتبر ۲۰۱۸، روزهای دوشنبه و سه‌شنبه ساعت ۲۱:۳۰ (کی‌اس‌تی) از تی‌وی‌ان در ۱۶ قسمت پخش شد. این مجموعه یکی از درام‌های کره‌ای با بالاترین آمار بیننده در تاریخ تلویزیون کابلی است.

## خلاصه داستان
لی یول (دو کیونگ-سو) یک شاهزاده است که به جان او سوءقصد می‌شود، محافظ شخصی او لباس خود را با شاهزاده عوض می‌کند، در هنگام فرار سوءقصد کنندگان به آنها حمله می‌کنند و هر دو از صخره‌ای سقوط می‌کنند، محافظ می‌میرد و شاهزاده حافظه‌اش را از دست می‌دهد و به مدت ۱۰۰ روز با اسم و شخصیت جدیدی به نام وون دوک زندگی می‌کند. او مجبور می‌شود با هونگ شیم (نام جی-هیون) آخرین دختر بالای سن بیست سال روستا ازدواج کند.
از طرفی دیگر هونگ شیم با سردسته گماشتگان بازرس سلطنتی در چوسان دیدار می‌کند و…

## بازیگران

### اصلی
- دو کیونگ-سو در نقش لی یول / وون دوک
  - جونگ جی هون در نقش لی یول جوان
- نام جی-هیون در نقش هونگ شیم
  - هو جونگ-اون در نقش هونگ شیم جوان

### مکمل
- جو سانگ‌ها در نقش کیم چا اون
- جو هان چول در نقش پادشاه
- کیم سان هو در نقش جونگ جه یون
- هان سو هی در نقش کیم سو هی
- چوی میونگ بین در نقش کیم سو هی (جوانی)
- کیم جه یونگ در نقش آدم‌کش
- آن سو هوآن
- جونگ هه کوانگ در نقش یون (پدر هونگ شیم)
- لی جون هیوک
- جو جه ریونگ
- کیم کی دو در نقش گو دول
- ها جونگ مین در نقش کیم سو جی
- لی مین جی در نقش سونگ جو هیونگ
- او یون آه
- جو هیون شیک
- کانگ یون شوک در نقش جونگ سا کوآن
- دو جی هان در نقش ولیعهد دونگ جو
- چوی وونگ در نقش جونگ سا یوپ
- جونگ سو کیو
- لی هه یون در نقش یانگ چون
- جی مین هیوک
- جونگ جون وون در نقش یون سوک‌ها (جوانی)
- یون کوآنگ آپ